# Marco Emilio Lépido (cónsul 78 a. C.)
Marco Emilio Lépido (en latín: Marcus Aemilius Lepidus; † Cerdeña, República romana, 77 a. C.) fue un general y estadista de la Antigua Roma perteneciente a la familia de la gens Emilia; además fue cónsul en 78 a. C. Participó en la guerra Social, y en las posteriores guerras civiles se convirtió en partidario de Sila. Sin embargo, no más tarde de 79 hubo un conflicto entre Lépido y este último. Marco Emilio se aseguró el consulado para el año 78, y tras la muerte de Sila intentó abolir las órdenes establecidas por este dictador. Al encontrarse con la resistencia del Senado y de su colega Quinto Lutacio Cátulo Capitolino, se rebeló en Etruria. Lépido fue derrotado en la batalla del Campo de Marte, tras lo cual cruzó con su ejército a Cerdeña, donde murió poco después.
El hijo homónimo de Marco Emilio fue uno de los miembros del Segundo Triunvirato.

## Biografía

### Orígenes
Marco Emilio pertenecía a la noble familia patricia de la gens Emilia, que los autores antiguos clasificaban entre las más antiguas de Roma. Además, una de las dieciocho más antiguas tribus recibió el nombre de esta familia. Su genealogía se remonta a Pitágoras y al rey Numa Pompilio, y una versión de la tradición, citada por Plutarco, llama «Emilia» a la hija de Eneas y Lavinia, quien dio a luz de Marte a Rómulo, el legendario fundador de Roma. Los representantes de esta familia se distinguían, según Plutarco, por sus «elevadas cualidades morales, en las que se perfeccionaban incansablemente».
El primer portador del cognomen Lépido (en latín: Lepidus) alcanzó el consulado en el 285 a. C. Los Fasti Capitolini nombran al padre y al abuelo, quien, según Wilhelm Drumann, fue un tribuno de guerra que luchó en la batalla de Magnesia, de Marco Emilio como Quinto y Marco respectivamente. Otros historiadores, basándose en el informe de Cicerón de que Marco Emilio Lépido era bisnieto del cónsul de 187 a. C., sugirieron que Quinto Emilio era hijo de este último.

### Inicios de su carrera
Según el anticuario alemán Elmar Klebs, Marco Emilio pudo estar involucrado en un enfrentamiento crucial entre la aristocracia senatorial y el político demagogo Lucio Apuleyo Saturnino, ocurrido en diciembre del año 100 a. C. Supuestamente Lépido fue uno de los tribunos militares en el ejército de Cneo Pompeyo Estrabón que asediaba Ásculo en el año 89 a. C. durante la guerra Social.
En las guerras civiles que pronto comenzaron, Marco Emilio se pasó al lado de Sila, aunque Pablo Orosio lo llama mariano. En este sentido, el investigador ruso A. Eremin describió a Lépido como «un típico aristócrata renegado de la época silana». En el año 82 a. C., según Apiano, un tal Emilio Lépido, quien podría haber sido Marco o su pariente Mamerco Emilio Lépido Liviano, mediante la traición tomó la ciudad de Norba, uno de los últimos focos de resistencia a Sila en Italia, y en consecuencia, los habitantes de esta ciudad, «enfurecidos por esta traición», se suicidaron en masa, y la urbe pereció en llamas.
Lépido pudo enriquecerse durante la proscripción comprando los bienes de las víctimas por casi nada. Al mismo tiempo, en el relato de Salustio, dice en su justificación que actuó así por su propia seguridad. En el año 80 a. C. se menciona a Marco Emilio como propretor de Sicilia, y, por tanto, debería haber recibido la pretura no más tarde del año 81 a. C., última fecha posible en términos de la lex Villia annalis. En la provincia Lépido se enriqueció aún más, y a su regreso a Roma reconstruyó la basílica Emilia y construyó una lujosa mansión, lo que le hacía el primero de la ciudad en utilizar mármol de Numidia en la construcción.
Marco Emilio no tardó en ser juzgado por abuso de poder provincial. Los iniciadores del juicio fueron los jóvenes hermanos Metelo, Nepote y Céler, quienes les movía el deseo de llamar la atención del público, pero la historiografía sugiere que Sila estaba detrás de ellos. La familia ramificada de los Metelo fue uno de los principales apoyos del dictador, quien cambió repentinamente su actitud hacia Lépido. Según Plutarco, Sila llamó a Marco Emilio «el peor de los hombres». La razón de un cambio tan drástico no se conoce con exactitud, pero Y. Tsirkin especula que pudo haber sido la ambición política de Lépido. Sin embargo, A. Egorov cree que el orden se invirtió: «la enemistad con los Metelo puso a Lépido en desacuerdo con Sila».
En esta situación, Cneo Pompeyo Magno se puso del lado del acusado, posiblemente debido a que tenía una larga relación con él, servicio conjunto bajo el padre del primero, y un cálculo político. Cneo había conseguido el favor del pueblo para Marco Emilio, y los Metelo sólo tuvieron que retirar los cargos, usando como excusa plausible su propiedad con Pompeyo.

### Consulado
En el año 79 a. C., el entorno de Sila se había dividido en dos facciones, una dirigida por el propio dictador y la otra por Pompeyo, a quien se le unieron Publio Servilio Vatio y Marco Emilio. D. Carcopino cree que el abandono de la dictadura por parte de Sila, que data del año 79, pudo haber sido un éxito para el «partido» pompeyano. Según A. Egorov, sólo se trataba de la posibilidad de limitar la influencia del dictador conservando las órdenes que había establecido. Pompeyo apoyó la candidatura de Lépido a cónsul para el año 78, mientras que Sila, para entonces ya un particular, trató de impedir esta elección apoyando a Quinto Lucio Cátulo y, presumiblemente, a Mamerco Emilio Liviano, pero aun así Marco Emilio ganó las elecciones con una victoria convincente gracias al apoyo de la plebe y del ejército de Pompeyo. Sila se resignó a esto y solo le dijo a Pompeyo inmediatamente después de la elección de los cónsules:

Observo, ¡oh joven! que vas muy contento con la victoria; ¿y cómo no con la grande y gloriosa hazaña de haber hecho designar cónsul antes de Cátulo, el mejor de los hombres, a Lépido, el más malo? Pero cuidado no te duermas y dejes de estar solícito sobre los negocios, porque te has preparado un rival más fuerte que tú.
Plutarco. Pompeyo, 15.

El colega de Marco Emilio fue Quinto Lutacio Cátulo. Los cónsules «albergaban una amarga enemistad entre sí», que se manifestó desde principios de año. Lépido, poco después de tomar posesión del cargo, presentó un nuevo programa político en el que propuso introducir distribuciones gratuitas de cinco modios de pan, conceder la amnistía a los proscritos y a sus hijos, y devolver a los itálicos las tierras que Sila les había quitado para sus veteranos. No se sabe con certeza acerca de sus motivos, aunque se ha sugerido que Marco Emilio, al no tener un punto de apoyo firme en el ejército, decidió seguir una carrera como demagogo. La radicalización de las ideas y acciones de Lépido puede ser indicada por el discurso conservado en los fragmentos de la Historia de Salustio y pronunciado antes de la muerte de Sila, en el que Marco Emilio habla del «poder tiránico de este último», «el feroz Rómulo» que «pone toda la esperanza en los crímenes y la traición»; afirma que para él «la libertad, aunque asociada al peligro, siempre fue valorada... por encima de la tranquila esclavitud» e insta a los romanos a luchar para restaurar la república bajo su mando.
Los enfrentamientos abiertos entre los partidarios de Lépido y de Sila comenzaron inmediatamente después de la muerte de este último. Se exigió que el cuerpo del dictador fuera transportado por toda Italia, expuesto en el Foro y enterrado a expensas del público. Marco Emilio se opuso; estallaron disturbios en Roma, pero Pompeyo, quien no apoyaba las demandas radicales de Lépido, apoyó a Cátulo y a los otros silanos, y finalmente el fallecido recibió todos los honores. En relación con estos acontecimientos, se puede decir que Lépido tenía un «partido» propio. Sin embargo, fue entonces cuando se convenció definitivamente de que no podía ganarse a los veteranos de Sila y apostó por los itálicos, quienes habían perdido sus tierras durante la dictadura.

### Rebelión
Marco Emilio prometió abiertamente a los itálicos que les devolvería las tierras que Sila les había arrebatado, lo que provocó un levantamiento en el norte de Etruria, cerca de la ciudad de Faesulae, donde los lugareños atacaron a los colonos romanos. El Senado envió a ambos cónsules a luchar contra los rebeldes, dándoles un ejército a cada uno y obligándoles por juramento a no usar las armas entre ellos. Sin embargo, Lépido no llevó a cabo su tarea, se instaló en las montañas y comenzó a reunir a su alrededor a etruscos, hijos de los proscritos y a gente «irritada por la necesidad y los deseos insatisfechos», lo que hizo que se convirtiera, de hecho, en el líder del levantamiento. Existía el peligro de que toda Etruria se uniera contra Roma bajo su mando. Cátulo, de regreso a la capital, propuso medidas drásticas al Senado y fue apoyado por Lucio Marcio Filipo; la mayoría, sin embargo, decidió ofrecer a Lépido una amnistía a cambio del fin de sus actividades, aunque este rechazó la oferta.
Lépido exigió ahora, apoyado por su ejército, que se restituyera el poder de los tribunos de la plebe a su medida anterior, que se devolvieran todos los derechos y bienes confiscados a los proscritos y a sus hijos, que se eliminaran los asentamientos de los veteranos de Sila y que se le concediera un segundo consulado. No hay información exacta sobre otros eventos en las fuentes. Las palabras de Lucio Marcio Filipo según Salustio, en el año 77 a. C., en el sentido de que el Senado estaba esperando «que el ejército se acercara de nuevo e invadiera la ciudad con matanzas e incendios», puede significar que durante su consulado Marco Emilio ya estaba lanzando hostilidades abiertas contra la República, pero los historiadores no están seguros de ello. A finales de año, el Senado intentó convocar a Lépido a Roma para las elecciones consulares, pero este se negó a ir. Al año siguiente, en 77 a. C., Marco Emilio permaneció en Etruria con los poderes de procónsul, y recibió el control de Galia Transalpina. R. Syme sugiere que Galia Cisalpina también se convirtió en una provincia de Lépido; según otra versión, el territorio fue simplemente ocupado por Marco Junio Bruto, un partidario de este. Un total de cuatro ejércitos participaron en la rebelión: Lépido en Etruria, Bruto en la Galia, el mariano Marco Perpernna en Liguria y el hijo del procónsul, Lucio Cornelio Escipión Asiático Emiliano. Marco Emilio, como único titular de la autoridad oficial, probablemente ejerció el mando supremo.
Los rebeldes tenían seguidores en Roma. Se sabe que la perspectiva de desmantelar el régimen de Sila atraía a muchos, pero había algunas dudas sobre la identidad del hombre que lideró la revuelta. Así, se sabe que Cayo Julio César, al enterarse de la «nueva sedición», se apresuró a ir a Italia desde Cilicia, pero al final se negó a apoyar a Lépido, «aunque se le ofrecieron condiciones muy favorables, por falta de confianza tanto en la capacidad de ese líder como en las perspectivas, que le parecieron menos prometedoras de lo que esperaba».
El curso de la guerra civil sólo se conoce en términos muy generales. Marco Emilio se trasladó a Roma, mientras que el ejército contrario estaba dirigido formalmente por Cátulo, pero en realidad lo comandaba Pompeyo. La batalla decisiva tuvo lugar cerca de la capital, en el Campo de Marte; en un feroz combate, las tropas gubernamentales ganaron, y Lépido se vio obligado a retirarse a Etruria. Pompeyo golpeó entonces al ejército de Bruto, que fue sitiado en Mutina, y en consecuencia, este último se rindió y murió. Yu. Tsirkin sugiere que al mismo tiempo Perpenna también fue derrotado, por lo que los restos de su ejército se unieron a Lépido. Finalmente, Escipión Asiático Emiliano cayó bajo asedio en la ciudad de Alba en Latium, aunque también fue capturado y asesinado. No obstante, Marco Emilio volvió a avanzar sobre Roma, fracasó de nuevo y se retiró. El ejército de Cátulo comenzó entonces a operar en Etruria, y la población local desertó activamente a su lado, tal vez debido a las promesas de amnistía.
Lépido decidió afianzarse en Cerdeña, que era uno de los principales proveedores de grano de Roma, por lo que su control ofrecía nuevas perspectivas de guerra, y envió su ejército allí, aunque no encontró apoyo. Fue herido en la batalla contra el propretor Cayo Valerio Triario, y murió aproximadamente de dos a cuatro semanas después del desembarco. Apiano culpa a una «enfermedad debilitante» como su causa de muerte, y Floro, además de esto, agrega también la «tristeza mental». Posteriormente surgió una versión romántica de la muerte de Lépido, que cuenta que supuestamente se enteró de la infidelidad de su esposa mientras estaba en la capital y murió de pena, aunque es posible que existieran rumores de esto en Roma.
El ejército de Lépido se dividió en varias unidades; la mayor de ellas, dirigida por Perpenna, cruzó a Hispania y se unió al ejército de Quinto Sertorio. Su número se estima en veinte a veintiséis mil o incluso treinta mil hombres.

## Familia

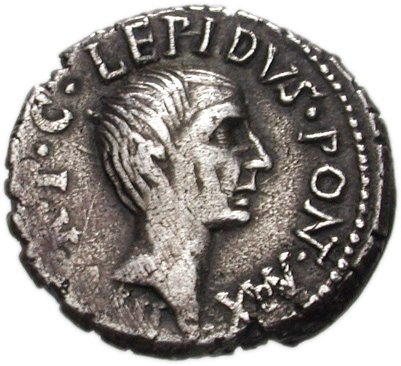
Efigie de Lépido, hijo de Marco Emilio, en una moneda.

Marco Emilio estaba casado con Apuleya, con quien tuvo tres hijos: Marco Emilio Lépido, uno de los miembros del Segundo Triunvirato, Lucio Emilio Lépido Paulo, cónsul en 50 a. C. y Lucio Cornelio Escipión Asiático Emiliano, quien fue dado en adopción a Lucio Cornelio Escipión Asiático, cónsul en 83 a. C.

## Evaluaciones
Lucio Anneo Floro, aunque reconocía que la rebelión de Lépido tenía buenos objetivos, no consideraba que las perspectivas fueran sensatas:

Pues como Sila, en calidad de dictador, había proscrito a sus enemigos por derecho de guerra, si Lépido llamaba a los que sobrevivían, ¿con qué otro fin se les llamaba que no fuera la guerra? Y puesto que Sila había asignado los bienes de los ciudadanos condenados, aunque incautados injustamente, pero por la forma de la ley, una demanda de su restitución no perturbaría la ciudad que ahora estaba tranquilizada. Por lo tanto, era conveniente que la república, enferma y herida, continuara en cualquier condición, para que sus heridas no se desgarraran con el vendaje.

Lucio Anneo Floro. Epítome, II, 11, 3-5.

Plutarco afirma que Lépido se rebeló para tomar el poder de Sila, aunque este pudo haber sido el punto de vista de la propaganda oficial en los años 70 a. C.
Las fuentes reconocen a Marco Emilio como un hombre de «carácter inestable y emocional». Fue por ello, así como por la contradicción entre las grandes ambiciones y la falta de verdadero talento, por lo que, según algunos historiadores, Lépido no fue ampliamente apoyado y finalmente fue derrotado.